# The Sweetest Dream
The Sweetest Dream é uma obra da escritora britânica Doris Lessing, recentemente galardoada com um Prémio Nobel.

## Sinopse
O Sonho mais Doce foi editado pela primeira vez em Inglaterra em 2001 e em Portugal apenas em 2007, já depois de Doris Lessing ter ganho o Prémio Nobel. Fala de uma dona de casa e actriz infeliz, de seu nome Frances, aterrorizada pelos problemas que assombram os seus dois filhos, Andrew e Colin, mas principalmente pelo seu ex-marido, o camarada Johnny, que parece estar na origem de todos os problemas da sua vida. Decorre na Londres dos Anos 60.